# نشان صلیب نظامی
نشان صلیب نظامی (لهستانی: Order Krzyża Wojskowego) یک نشان افتخار نظامی در لهستان است که از سال ۲۰۰۶ اهدا می‌شود. این نشان برای «خدمات برجسته، ازخودگذشتگی و رشادت در اقدام علیه تروریسم در لهستان یا در طول استقرار نیروهای مسلح لهستان در خارج کشور و در زمان صلح» اعطا می‌شود.

## رده‌ها
سه رده از این نشان نطامی به شرح زیر است:
1. صلیب عالی (Krzyż Wielki)
2. صلیب فرمانده (Krzyż Komandorski)
3. صلیب شوالیه (Krzyż Kawalerski)